# 苦無

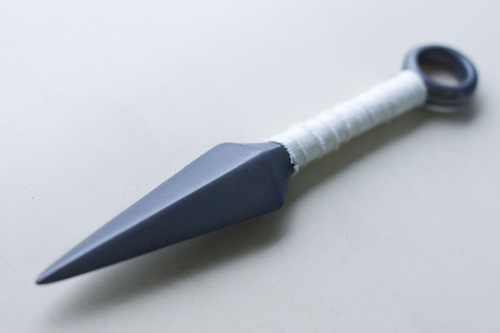
苦無

苦無（日语：くない，另稱苦內）是一種日本小型冷兵器，多以鐵製。其本為民間工匠用以木工及鑿物的扁鑽，既有偽裝不易啟人疑竇，尺寸短小（約10至15厘米）亦方便攜帶及藏匿，再加上可用作鑿壁攀登之用，故常為身份必須保密及時常需要飛簷走壁的忍者所使用。
另外有一種更小型的苦無，用法是類近於手裏劍的飛行型道具，名叫飛苦無（とびくない），實質上就是輕巧版的飛鏢。由於其形狀尖長，不像手裏劍般可以旋轉力量擲出，所以命中亦比較困難，使用飛苦無的忍者大多擁有高超的擲準技能。

## 相關項目
- 忍者
- 手裏劍